# Tauberrettersheim

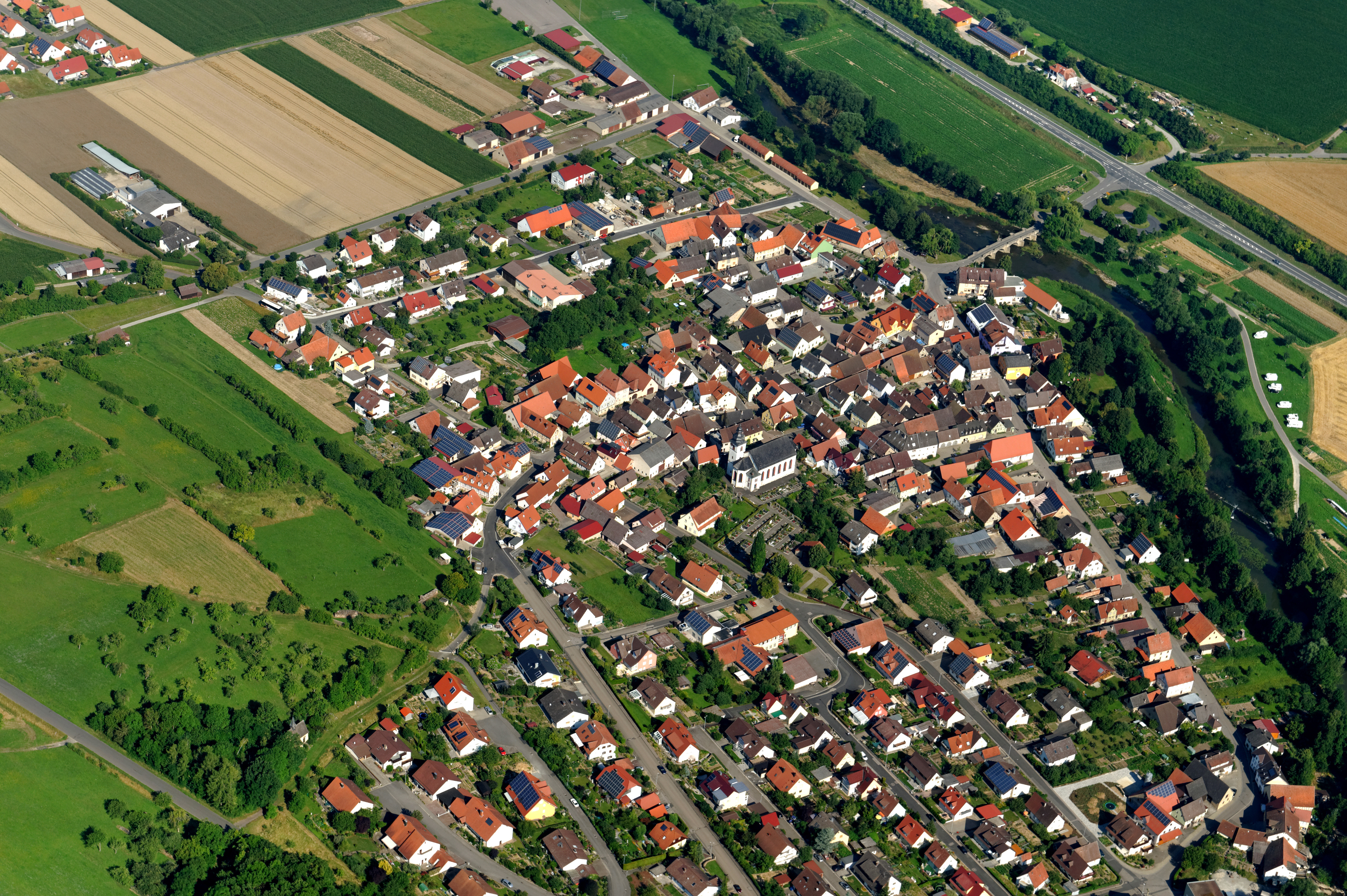
Luftaufnahme von Tauberrettersheim

Tauberrettersheim [retersche] ist eine Gemeinde im unterfränkischen Landkreis Würzburg. Die Gemeinde ist Mitglied der Verwaltungsgemeinschaft Röttingen.

## Geographie
Das Pfarrdorf Tauberrettersheim ist der einzige Ort der Gemeinde und zugleich der letzte bayerische Ort an der Tauber, nach dem ebenfalls bayerischen Röttingen im Nordosten und vor dem baden-württembergischen Schäftersheim im Westen, die beide in Luftlinie rund drei Kilometer entfernt sind. Es liegt in dessen 150 Meter tiefem Muschelkalktal am linken Ufer des Flusses. Der Dorfkern liegt westlich eines Grabens, der nur selten Wasser führt, der sogenannten Brunnenklinge. Seit vielen Jahren ist der Ort über die Brunnenklinge hinausgewachsen. Eine Brücke führt hinüber zur Talstraße St 2269 entlang dem rechten Tauber-Ufer mit dem Bahnhof an der ehemaligen Gaubahn. Über diesem wächst auf den flurbereinigten südexponierten Hängen des Flusstals Wein.

## Geschichte
1103 erfolgte die erste urkundliche Erwähnung. Als Teil des Hochstiftes Würzburg wurde Tauberrettersheim 1803 zugunsten Bayerns säkularisiert, dann im Frieden von Preßburg (1805) Erzherzog Ferdinand von Toskana zur Bildung des Großherzogtums Würzburg überlassen, mit welchem es 1814 endgültig an Bayern fiel.

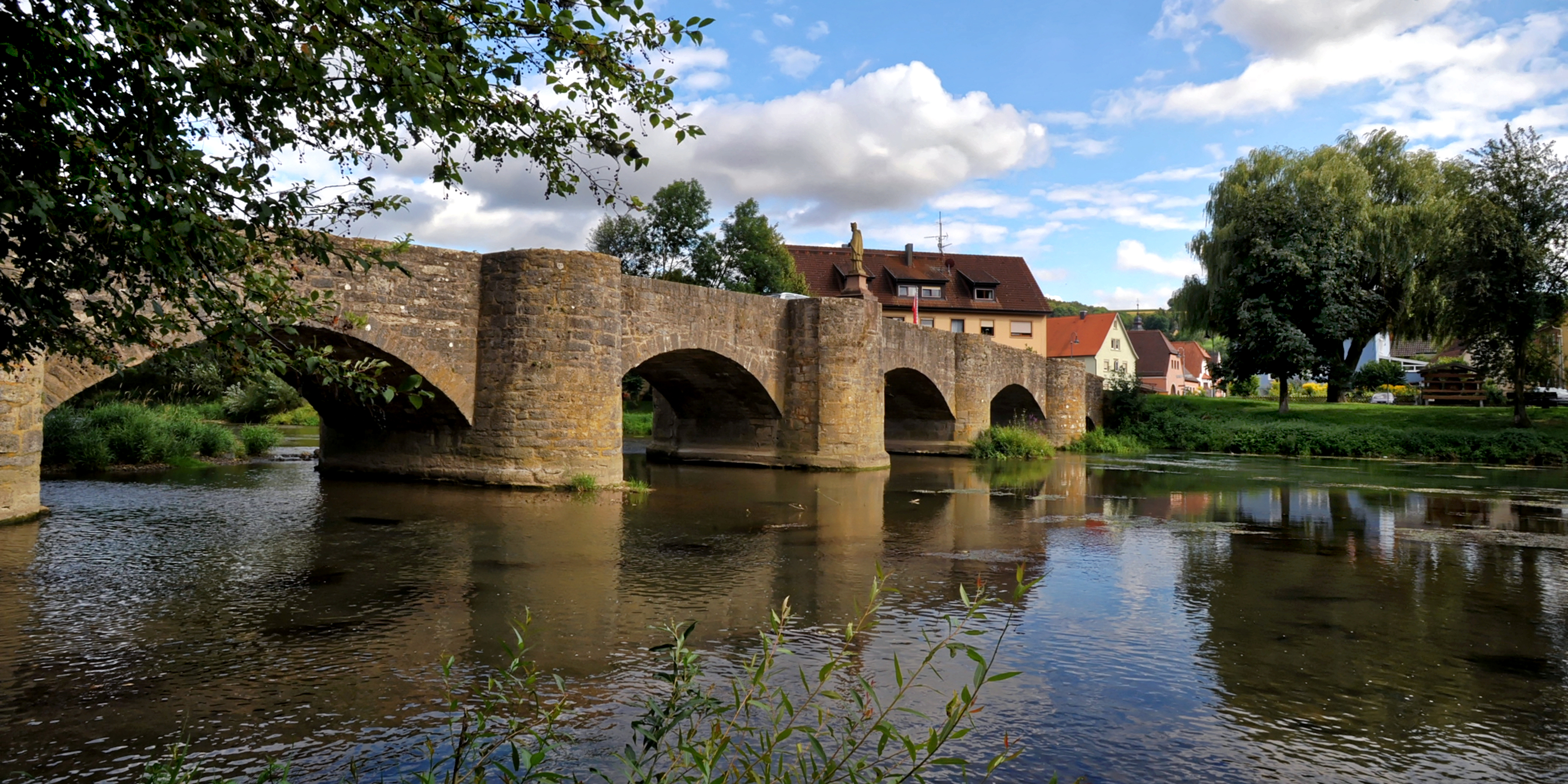
Die Tauberbrücke von Balthasar Neumann

Ab 1909 war Tauberrettersheim durch eine Nebenstrecke der württembergischen Bahn, später der Deutschen Reichsbahn und danach der Deutschen Bundesbahn an das Schienennetz angebunden. Über diese Nebenstrecke bestand auch eine Verbindung zur Gaubahn von Röttingen nach Ochsenfurt, die bei Bieberehren abzweigte und bis Röttingen mit der württembergischen Nebenstrecke identisch war. Der Personenverkehr wurde bereits 1967, der Güterverkehr in den 1980er Jahren eingestellt. Danach wurden die Gleise abgebaut und die Trasse des Taubertalradwegs in diesem Bereich auf den Bahndamm gelegt. Heute erinnert nur noch der frühere Bahndamm an die Zeit mit Eisenbahnanschluss.

### Einwohnerentwicklung
Im Zeitraum 1988 bis 2018 stieg die Einwohnerzahl von 748 auf 865 um 117 Einwohner bzw. um 15,6 %. 2014 zählte die Gemeinde 877 Einwohner. 
Quelle: BayLfStat

## Politik

### Bürgermeister und Gemeinderat
Erste Bürgermeisterin ist seit 1. Februar 2019 Katharina Fries (parteilos); sie wurde am 28. Oktober 2018 mit 75,1 % der Stimmen gewählt und ihre Amtsdauer läuft bis 30. April 2026. Ihr Vorgänger war von 1990 bis zu seinem Rücktritt im Juni 2018 Hermann Öchsner (UWG/Freie Wähler). 
Der Gemeinderat hat neun Mitglieder einschließlich der Ersten Bürgermeisterin. Da bei der Gemeinderatswahl am 15. März 2020 kein Wahlvorschlag eingereicht worden war, wurden die acht Personen als Gemeinderäte bestellt, die von den Wählern am meisten genannt wurden.

### Wappen
|                                                                                       | Blasonierung: „In Rot über einer silbernen Brücke mit drei Bogen ein widersehender, golden nimbierter silberner Johannesadler, darunter eine goldene Weintraube.“ |
| Die Gemeinde führt das Wappen seit 1980. Es wurde vom Grafiker Ossi Krapf geschaffen. | |

## Kultur und Sehenswürdigkeiten

### Bau- und Bodendenkmäler
Die Tauberbrücke wurde 1733 nach einem Entwurf von Balthasar Neumann errichtet.
Die Länge der fast symmetrischen Brücke beträgt zirka 54 Meter. Am Ende des Zweiten Weltkriegs wurde der mittlere Teil gesprengt und 1947 die Brücke wieder vervollständigt.

### Rad- und Wanderwege
Tauberrettersheim liegt am Taubertalradweg. Der Panoramaweg Taubertal führt ebenfalls durch den Ort.

## Wirtschaft einschließlich Land- und Forstwirtschaft
Tauberrettersheim ist ein fränkischer Weinort an der Tauber.

### Arbeitsplätze
2017 gab es in der Gemeinde 33 sozialversicherungspflichtige Arbeitsplätze. Von der Wohnbevölkerung standen 358 Personen in einem versicherungspflichtigen Beschäftigungsverhältnis. Damit war die Zahl der Auspendler um 325 Personen größer als die der Einpendler. Sechs Einwohner waren arbeitslos. 

### Landwirtschaft
2016 gab es 25 landwirtschaftliche Betriebe. Von der Gemeindefläche waren 573 Hektar landwirtschaftlich genutzt.

### Bildung
Am 1. März 2018 gab es eine Kindertageseinrichtung mit 62 genehmigten Plätzen und 31 angemeldeten Kindern.

## Sport
Der 1922 gegründete 1. FC Taubertal Tauberrettersheim ist der einzige Sportverein im Ort und bietet Aktivitäten in den Bereichen Fußball, Tennis und Gymnastik an. Die erste Fußballmannschaft spielt in der Kreisliga A3 Franken.

## Persönlichkeiten
- Kilian Heller (1695–1738), als Bonifacius I. Heller 55. Abt des Benediktinerklosters in Seligenstadt
- Vitus Heller (1882–1956), Publizist und Politiker, Gründer der Christlich-Sozialen Reichspartei
- Joseph Ziegler (1902–1988), römisch-katholischer Priester, Alttestamentler und Rektor der Universität Würzburg